# Гумаковий танець
Гумаковий танець, ісікатуло — африканський груповий танець, який виконується танцівниками у гумових чоботах. Гумаки можуть бути прикрашені дзвіночками, що дзвонять під час виконання танцю.

## Походження
Гумаковий танець вигадали чорношкірі шахтарі з Південної Африки як альтернативу барабанному бою, який був заборонений владою в країні під час панування апартеїду. Гумаки-веллінгтони (англ. Wellington boots) стали економним вирішенням проблеми підтоплюваних шахт, на яких видобували золото, де шахтарі часто по коліна стояли у воді.

## Опис
Гумакових танцюристів можна зустріти переважно на вулицях та ринкових площах Південної Африки, де багато туристів, наприклад, на площі Вікторії і Альфреда Вотерфронта в Кейптауні.